# 青山弘
青山弘（日语：／ Aoyama Hiroshi，1960年1月15日—），日本男性動畫演出家、動畫導演。出身於北海道苫小牧市。
還有、等其他名義。「河合夢男」是筆名。
代表作有《火箭女孩》、《秘密 ～The Revelation～》、《金鋼狼》等。

## 參加作品

### 電視動畫
1981年
- 忍者哈特利（分鏡、演出）

1983年
- 小超人帕門 (1983年版)（分鏡）

1985年
- 小鬼Q太郎 (1985年版)（分鏡）

1987年
- 超能力魔美（分鏡）

1988年
- 奇天烈大百科（分鏡）
- 小松君 (1988年版)（分鏡、演出）

1989年
- 大耳鼠（分鏡）
- 搞怪刑事（日语：がきデカ）（1989年，分鏡）
- （分鏡）
- GO！摔角軍團（日语：GO! レスラー軍団）（分鏡、演出）

1991年
- 21衛門（分鏡）
- 淘氣的雙胞胎 克萊爾學院物語（日语：おちゃめなふたご クレア学院物語）（分鏡、演出）
- 麵包超人（分鏡、演出）
- 記者布魯斯（英语：Reporter Blues）（分鏡、演出）※日本義大利合作作品。
- 千惠奮戰記 小麻煩千惠（分鏡）

1992年
- 超電動機器人 鐵人28號FX（分鏡、演出）
- 蠟筆小新（分鏡）
- 風中少女 金髮珍妮（分鏡）※名義。

1993年
- 卡利麥羅 (1992年版)（分鏡）※名義。

1994年
- 重獲新生的機器人（日语：おまかせスクラッパーズ）（分鏡）
- 奪寶奇謀（分鏡、演出）

1995年
- 小紅豆（分鏡、演出）

1996年
- 名犬萊西（分鏡）
- 爆走兄弟Let's & Go!!（分鏡、演出）※名義。

1997年
- 烏龍派出所（分鏡）※名義。
- 新·天地無用！（分鏡）※名義。

1998年
- 炸彈人 彈珠人爆外傳（分鏡）※名義。
- 危險調查員（分鏡、演出）※名義。

1999年
- MIB星際戰警 動畫系列（—2001年，日方演出）

2000年
- 怪獸農場 ～前往傳說之路～（日语：モンスターファーム (アニメ)）（分鏡、演出）
- 向陽之樹（分鏡、演出）

2001年
- 彗星公主（分鏡）
- 角子機貴族 銀（日语：パチスロ貴族 銀）（分鏡）

2002年
- 星之卡比（分鏡）※河合夢男名義。
- Chobits（分鏡）※名義。
- 馭龍少年（分鏡）※河合夢男名義。
- 魔法咪路咪路（分鏡）※河合夢男名義。

2003年
- 獸兵衛忍風帖 龍寶玉篇（分鏡）※河合夢男名義。
- 青青校樹（分鏡）※河合夢男名義。
- 萬花筒之星（分鏡）
- 我要上太空（分鏡）※河合夢男名義。
- 網球王子（分鏡）※河合夢男名義。

2004年
- 波波羅古洛伊斯（分鏡）※河合夢男名義。
- 宇宙交響詩美蒂露 銀河鐵道999外傳（日语：宇宙交響詩メーテル 銀河鉄道999外伝）（分鏡）※河合夢男名義。
- 魔法咪路咪路Wonderful（分鏡）※河合夢男名義。
- MONSTER（分鏡、演出）
- 火之鳥（分鏡、演出）
- 怪醫黑傑克（分鏡、演出）

2005年
- 草莓100%（分鏡）※河合夢男名義。
- 極上生徒會（分鏡）※河合夢男名義。
- 我愛美樂蒂（分鏡）※河合夢男名義。
- 鬥牌傳說赤木 ～降臨黑暗的天才～（分鏡）

2006年
- 我愛美樂蒂 ～轉轉旋律魔法牌～（演出）※河合夢男名義。

2007年
- 火箭女孩（導演[1]、分鏡）
- 農大菌物語（分鏡）
- 賭博默示錄（分鏡）

2008年
- 秘密 ～The Revelation～（導演[2]、分鏡）
- 二十面相少女（分鏡）

2009年
- 星際寶貝（演出）
- 獸之奏者 艾琳（分鏡）

2011年
- 金鋼狼（日语：ウルヴァリン (アニメ)）（導演[3]、分鏡）

2012年
- 向銀河開球（分鏡）
- 農大菌物語Returns（分鏡）
- 足球騎士（分鏡）

2013年
- 花牌情緣2（分鏡）
- SERVANT×SERVICE（分鏡）
- 蘿球社！SS（分鏡）
- 戀物語（分鏡）

2014年
- 第一神拳 Rising（分鏡）
- 惡魔的謎語（分鏡）
- 寄生獸 生命的準則（分鏡）

2015年
- 艦隊Collection（分鏡）
- CROSSANGE 天使與龍的輪舞（演出）
- 魔法少女奈葉ViVid（演出、ED分鏡&演出）
- 哆啦A夢 (2005年版)（分鏡）
- Aquarion Logos（分鏡）

2017年
- 動作女主 水果應援團（分鏡）
- 漫威未來復仇者聯盟（日语：マーベル フューチャー・アベンジャーズ）（分鏡）
- 全職法師（導演）

2018年
- 沒有心跳的少女 BEATLESS（分鏡）

2019年
- 傀儡馬戲團（分鏡）
- 家有女友（分鏡）
- 花牌情緣3（分鏡）

2020年
- 籃球少年王（分鏡）
- 僵僵僵 殭屍君（日语：ゾゾゾ ゾンビーくん）（分鏡）

2021年
- 白金終局（分鏡）

2022年
- 少女前線（分鏡）
- 繼母的拖油瓶是我的前女友（分鏡）

2023年
- 阿魯斯的巨獸（分鏡）

### 電影動畫
2025年
- 親鸞 人生的目的（導演[4]）

### OVA
1991年
- 奇兵大冒險（導演）

1998年
- 叔比狗：僵屍島歷險記（英语：Scooby-Doo on Zombie Island）（演出）

2010年
- 裝甲騎兵波德姆茲 幻影篇（分鏡、演出）

## 相關項目
- 日本動畫師列表（日语：アニメ関係者一覧）

## 外部連結
- （日語）